# Deutschlandradio

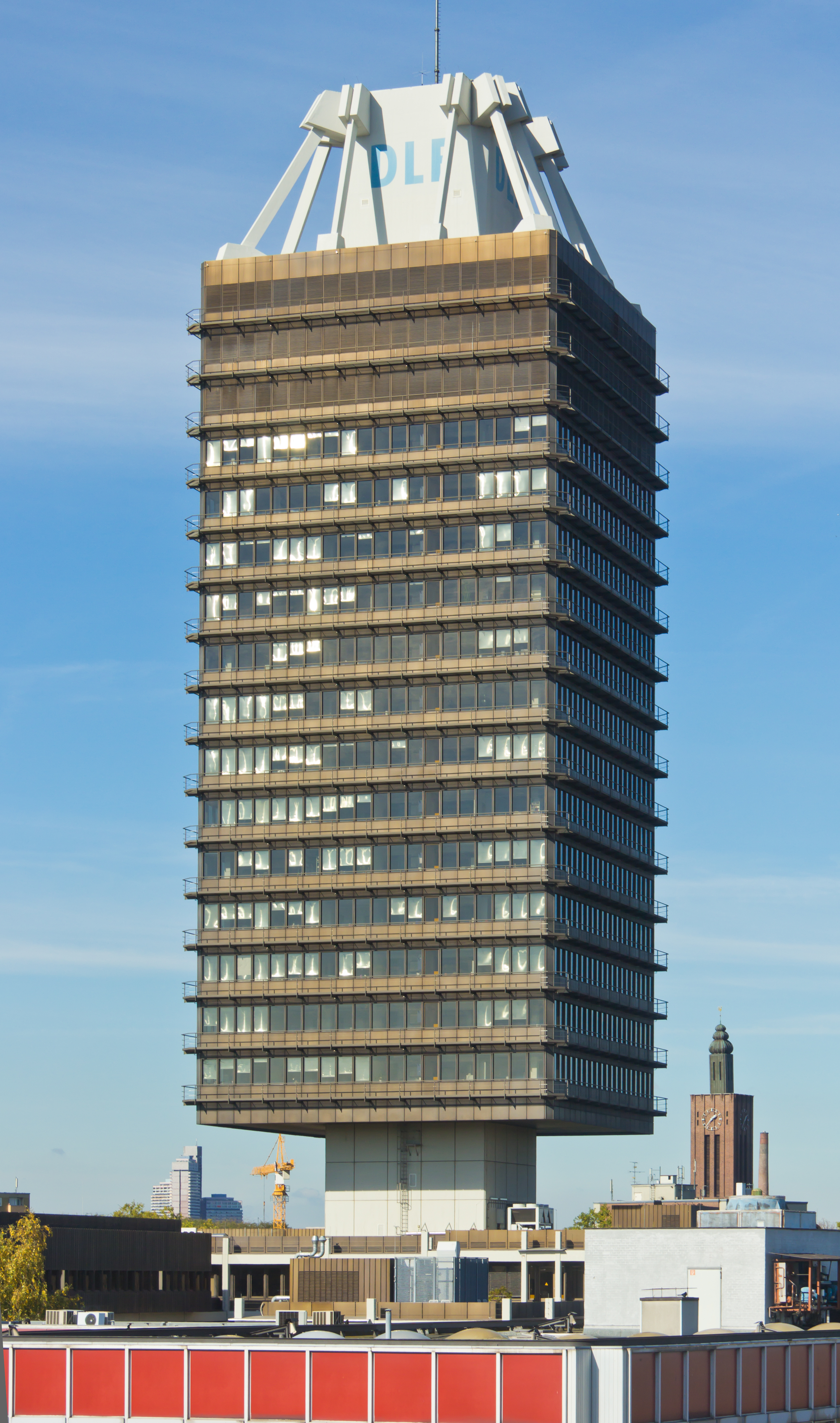
Edificio en Colonia.

Deutschlandradio es una emisora de radiodifusión pública de Alemania. Opera cuatro redes nacionales: Deutschlandfunk, Deutschlandfunk Kultur, Dokumente und Debatten y Deutschlandfunk Nova. Creado en 1994 tiene sus sedes en Colonia y Berlín. Deutschlandradio tiene unos ingresos anuales de 180 millones de euros (hacia 2006). Se llama a sí misma la radio nacional alemana. Es miembro de la Unión Europea de Radiodifusión.

## Emisoras
- Deutschlandfunk fue originalmente una radio de noticias de Alemania Occidental que también transmitía en los países vecinos, Alemania del Este y el resto del bloque comunista.
- Deutschlandfunk Kultur es el resultado de una fusión de la estación Rundfunk im amerikanischen Sektor de Berlín Occidental y DS Kultur de Berlín Oriental después de la reunificación alemana. Ambas redes que utilizan para transmitir principalmente en las bandas de AM se han extendido por toda Alemania, después de haber sido asignado muchos transmisores de FM adicionales. Transmite programas culturales de disciplinas diversas y música (mayormente clásica).
- Dokumente und Debatten es una opción de la transmisión en la red en transmisión digital de audio (DAB) y de las emisoras de FM de las dos emisoras anteriores, que emite la cobertura del parlamento federal, programas de entrevistas, además de previsiones marinas y avisos a la navegación para los marineros.[3][4]
- Deutschlandfunk Nova es una estación dedicada a la educación, que se inició en 2010. Está dirigida a un público joven interesado en la educación superior que combina espacios de ciencia,tecnología y tendencias con actualidad y música de géneros alternativos (como el Indie y la electrónica) es transmitido solo digitalmente a través de satélite, cable, DAB, y en línea.[5]

## Transmisiones
Transmite en FM, DAB e Internet. Las transmisiones en onda larga cesaron el 31 de diciembre de 2014, las de onda media el 31 de diciembre de 2015, y las de onda corta el 29 de mayo de 2012.